# Historiografia chinesa
A historiografia chinesa é o estudo das técnicas e fontes usadas pelos historiadores para desenvolver a história registrada da China.

## Visão geral da história chinesa
O registro de eventos na história chinesa remonta à dinastia Shang (c. 1600-1046 a.C.). Muitos exemplos escritos sobrevivem de inscrições cerimoniais, adivinhações e registros de nomes de família, que foram esculpidos ou pintados em cascos de tartaruga ou ossos. O contexto uniformemente religioso dos registros escritos de Shang faz com que seja importante evitar o viés de preservação ao interpretar a história de Shang. A primeira tentativa consciente de registrar a história na China pode ter sido a inscrição na panela Shi Qiang de bronze da dinastia Zhou.:168–169 Essa e milhares de outras inscrições em bronze chinesas formam nossas fontes primárias para o período em que foram enterradas em sepultamentos de elite.
Os textos históricos mais antigos sobreviventes da China foram compilados no Livro de Documentos Históricos (Shujing). Os Anais de Primavera e Outono (Chunqiu), a crônica oficial do Estado de Lu, cobrem o período de 722 a 481 a.C. e estão entre os primeiros textos históricos chineses sobreviventes a serem organizados como anais. As compilações dessas duas obras são tradicionalmente atribuídas a Confúcio. O Zuo zhuan, atribuído a Zuo Qiuming no século V a.C., é a mais antiga obra chinesa de história narrativa e abrange o período de 722 a 468 a.C. O anônimo Zhan Guo Ce foi um renomado trabalho histórico chinês antigo composto de materiais esporádicos sobre o período dos Estados Combatentes entre os séculos III e I a.C.
O primeiro texto histórico sistemático chinês, os Registros do Historiador (Shiji), foi escrito por Sima Qian (c. 145 ou 135-86 a.C.) com base no trabalho de seu pai, Sima Tan, durante a dinastia Han. Ele abrange o período desde a época do Imperador Amarelo até a vida do próprio autor. Duas ocorrências de queima sistemática de livros e um incêndio no palácio nos séculos anteriores reduziram as fontes disponíveis para essa obra.:228 Devido a essa obra altamente elogiada e frequentemente copiada, Sima Qian é frequentemente considerado o pai da historiografia chinesa. As Vinte e Quatro Histórias (Zhengshi), as histórias oficiais das dinastias consideradas legítimas pelos historiadores chineses imperiais, todas copiaram o formato de Sima Qian. Normalmente, os governantes que iniciavam uma nova dinastia contratavam estudiosos para compilar uma história final a partir dos registros da anterior, usando uma ampla variedade de fontes.
Por volta da virada do milênio, os bibliotecários imperiais Liu Xiang e Liu Xin, pai e filho, editaram e catalogaram um grande número de textos antigos, incluindo cada texto individual listado pelo nome acima. Sabe-se que grande parte da literatura transmitida que sobrevive hoje é, em última análise, a versão que eles editaram a partir de um volume maior de material disponível na época.:51 Em 190, a capital imperial foi novamente destruída por incêndio criminoso, causando a perda de quantidades significativas de material histórico.:244
O Shitong foi o primeiro trabalho chinês sobre historiografia. Ele foi compilado por Liu Zhiji entre 708 e 710 d.C. O livro descreve o padrão geral das histórias dinásticas oficiais com relação à estrutura, ao método, ao arranjo, à sequência, à legenda e aos comentários, que remontam ao período dos Reinos Combatentes.
O Zizhi Tongjian foi uma obra de referência pioneira da historiografia chinesa. O imperador Yingzong da dinastia Song ordenou que Sima Guang e outros estudiosos começassem a compilar essa história universal da China em 1065, e eles a apresentaram ao seu sucessor Shenzong em 1084. Ela contém 294 volumes e cerca de três milhões de caracteres, e narra a história da China desde 403 a.C. até o início da dinastia Song em 959. Esse estilo rompeu a tradição de quase mil anos de Sima Qian, que empregava anais para os reinados imperiais, mas biografias ou tratados para outros tópicos. O estilo mais consistente do Zizhi Tongjian não foi seguido pelas histórias oficiais posteriores. Em meados do século XIII, Ouyang Xiu foi fortemente influenciado pelo trabalho de Xue Juzheng. Isso levou à criação da Wudai Shiji (Registros Históricos das Cinco Dinastias), que abrangeu cinco dinastias em mais de 70 capítulos.
Perto do fim da dinastia Qing, no início do século XX, os acadêmicos buscaram modelos no Japão e no Ocidente. No final da década de 1890, embora profundamente instruído nas formas tradicionais, Liang Qichao começou a publicar estudos e polêmicas extensos e influentes que converteram jovens leitores a um novo tipo de historiografia que Liang considerava mais científica. Liu Yizheng publicou várias obras especializadas em história, incluindo Zhongguo Wenhua Shi (História da Cultura Chinesa). Essa geração seguinte tornou-se historiadora profissional, treinando e lecionando em universidades. Entre eles estavam Chang Chi-yun, Gu Jiegang, Fu Sinian e Tsiang Tingfu, que eram PhDs da Universidade de Colúmbia; e Chen Yinke, que conduziu suas pesquisas sobre a história medieval chinesa na Europa e nos Estados Unidos. Outros historiadores, como Qian Mu, que foi treinado em grande parte por meio de estudos independentes, eram mais conservadores, mas permaneceram inovadores em sua resposta às tendências mundiais. Na década de 1920, estudiosos de grande alcance, como Guo Moruo, adaptaram o marxismo para retratar a China como uma nação entre nações, em vez de ter uma história exótica e isolada. Nos anos seguintes, historiadores como Wu Han dominaram tanto as teorias ocidentais, incluindo o marxismo, quanto o aprendizado chinês.

## Principais conceitos de organização

### Ciclo dinástico
Assim como as três eras do poeta grego Hesíodo, a historiografia chinesa mais antiga considerava a humanidade como vivendo em uma era de depravação, afastada das virtudes do passado, como Confúcio e seus discípulos reverenciavam os sábios reis Imperador Yao e Imperador Shun.
Diferentemente do sistema de Hesíodo, no entanto, a ideia do Duque de Zhou sobre o Mandato do Céu como justificativa para destronar o clã Zi, supostamente divino, levou os historiadores subsequentes a ver a queda do homem como um padrão cíclico. Nessa visão, uma nova dinastia é fundada por um fundador moralmente íntegro, mas seus sucessores não podem deixar de se tornar cada vez mais corruptos e dissolutos. Essa imoralidade remove o favor divino da dinastia e se manifesta por meio de desastres naturais (especialmente enchentes), rebeliões e invasões estrangeiras. Por fim, a dinastia se torna fraca o suficiente para ser substituída por uma nova, cujo fundador é capaz de corrigir muitos dos problemas da sociedade e recomeçar o ciclo. Com o passar do tempo, muitas pessoas sentiram que uma correção completa não era possível e que a era de ouro de Yao e Shun não poderia ser alcançada.
Essa teoria teleológica implica que só pode haver um soberano legítimo sob o céu de cada vez. Assim, apesar do fato de a história chinesa ter tido muitos períodos longos e contenciosos de desunião, os historiadores oficiais fizeram um grande esforço para estabelecer um precursor legítimo cuja queda permitiu que uma nova dinastia adquirisse seu mandato. Da mesma forma, independentemente dos méritos particulares de cada imperador, os fundadores seriam retratados em termos mais elogiosos, e o último governante de uma dinastia seria sempre castigado como depravado e indigno, mesmo quando não fosse o caso. Essa narrativa foi empregada após a queda do império por aqueles que compilaram a história dos Qing e por aqueles que justificaram as tentativas de restauração do sistema imperial por Yuan Shikai e Zhang Xun.

### História multiétnica
Já na década de 1930, o acadêmico americano Owen Lattimore argumentou que a China era o produto da interação de sociedades agrícolas e pastoris, e não simplesmente a expansão do povo Han. Lattimore não aceitava as teorias sino-babilônicas mais radicais de que os elementos essenciais da tecnologia e da religião chinesas primitivas tinham vindo da Ásia Ocidental, mas ele estava entre os estudiosos que argumentavam contra a suposição de que todos eles eram indígenas.
Tanto a República da China quanto a República Popular da China defendem a opinião de que a história chinesa deve incluir todos os grupos étnicos das terras detidas pela dinastia Qing durante seu auge territorial, com essas etnias fazendo parte da Zhonghua minzu (nação chinesa). Essa visão contrasta com o chauvinismo Han promovido pelo Tongmenghui da era Qing. Essa visão ampliada engloba terras tributárias internas e externas, bem como dinastias de conquista na história de uma China vista como uma nação multiétnica coerente desde tempos imemoriais, incorporando e aceitando as contribuições e culturas de etnias não han.
A aceitação dessa visão pelas minorias étnicas às vezes depende de suas opiniões sobre questões atuais. O 14º Dalai Lama, que por muito tempo insistiu que a história do Tibete era separada da história da China, admitiu em 2005 que o Tibete "faz parte" da "história de 5.000 anos" da China como parte de uma nova proposta de autonomia tibetana. Os nacionalistas coreanos reagiram de forma virulenta contra a solicitação da China à UNESCO para o reconhecimento dos túmulos de Goguryeo em território chinês. A independência absoluta de Goguryeo é um aspecto central da identidade coreana, pois, de acordo com a lenda coreana, Goguryeo era independente da China e do Japão, em comparação com estados subordinados, como a dinastia Joseon e o Império Coreano. O legado de Genghis Khan tem sido contestado entre a China, a Mongólia e a Rússia, pois todos os três estados têm um número significativo de mongóis étnicos dentro de suas fronteiras e possuem território que foi conquistado pelo Khan.
A tradição da dinastia Jin de uma nova dinastia compor a história oficial de sua dinastia/dinastias anteriores foi vista como promotora de uma interpretação etnicamente inclusiva da história chinesa. A compilação de histórias oficiais geralmente envolvia um trabalho intelectual monumental. As dinastias Yuan e Qing, governadas pelos mongóis e manchus, realizaram fielmente essa prática, compondo as histórias oficiais em língua chinesa das dinastias Song e Ming, governadas pelos Han, respectivamente.
Recentemente, estudiosos ocidentais reagiram contra a narrativa etnicamente inclusiva da história patrocinada pelos comunistas, escrevendo histórias revisionistas da China, como a Nova História Qing, que apresenta, de acordo com James A. Millward, "um certo grau de 'partidarismo' para os indígenas menos favorecidos da história da fronteira". O interesse acadêmico em escrever sobre as minorias chinesas a partir de perspectivas não chinesas está crescendo. O mesmo ocorre com a rejeição de uma narrativa cultural unificada no início da China. Os historiadores que se envolvem com o progresso arqueológico encontram cada vez mais demonstrações de um rico amálgama de diversas culturas em regiões que a literatura recebida classifica como homogêneas.:449

### Marxismo
A maior parte da história chinesa publicada na República Popular da China baseia-se em uma interpretação marxista da história. Essas teorias foram aplicadas pela primeira vez na década de 1920 por estudiosos chineses, como Guo Moruo, e se tornaram ortodoxas nos estudos acadêmicos após 1949. A visão marxista da história é que a história é regida por leis universais e que, de acordo com essas leis, uma sociedade passa por uma série de estágios, com a transição entre os estágios sendo conduzida pela luta de classes. Esses estágios são:
- Sociedade escravocrata.
- Sociedade feudal.
- Sociedade capitalista.
- Sociedade socialista.

- A sociedade comunista mundial.

A visão histórica oficial da República Popular da China associa cada um desses estágios a uma era específica da história chinesa.
- Sociedade escravocrata - Xia a Shang.
- Sociedade feudal (descentralizada) - Zhou a Sui.
- Sociedade feudal (burocrática) - Tang até a Primeira Guerra do Ópio.
- Sociedade feudal (semicolonial) - Primeira Guerra do Ópio até o final da dinastia Qing.
- Sociedade capitalista - Era republicana.
- Sociedade socialista - RPC 1949 até o presente.

Devido à força do Partido Comunista Chinês e à importância da interpretação marxista da história para legitimar seu governo, durante muitos anos foi difícil para os historiadores da RPC argumentar ativamente em favor de interpretações não marxistas e antimarxistas da história. Entretanto, essa restrição política é menos restritiva do que pode parecer à primeira vista, pois a estrutura histórica marxista é surpreendentemente flexível, e é muito simples modificar uma teoria histórica alternativa para usar uma linguagem que, pelo menos, não desafie a interpretação marxista da história.
Em parte devido ao interesse de Mao Tsé-Tung, os historiadores da década de 1950 se interessaram especialmente pelo papel das rebeliões camponesas na história chinesa e compilaram histórias documentais para examiná-las.
Há vários problemas associados à imposição da estrutura baseada na Europa de Marx à história chinesa. Primeiro, a escravidão existiu em toda a história da China, mas nunca como a principal forma de trabalho. Embora a dinastia Zhou e as dinastias anteriores possam ser rotuladas como feudais, as dinastias posteriores eram muito mais centralizadas do que a forma como Marx analisou suas contrapartes europeias. Para explicar a discrepância, os marxistas chineses inventaram o termo "feudalismo burocrático". A colocação da dinastia Tang como o início da fase burocrática se baseia, em grande parte, na substituição das redes de patronagem pelo exame imperial. Alguns analistas de sistemas mundiais, como Janet Abu-Lughod, afirmam que a análise das ondas de Kondratiev mostra que o capitalismo surgiu primeiro na China da dinastia Song, embora o comércio generalizado tenha sido posteriormente interrompido e depois reduzido.
O estudioso japonês Tanigawa Michio, escrevendo nas décadas de 1970 e 1980, começou a revisar as visões geralmente marxistas da China predominantes no Japão do pós-guerra. Tanigawa escreve que os historiadores no Japão se dividiam em duas escolas. Uma delas sustentava que a China seguia o padrão europeu definido que os marxistas consideravam universal, ou seja, da escravidão antiga ao feudalismo medieval e ao capitalismo moderno; enquanto outro grupo argumentava que "a sociedade chinesa estava extraordinariamente saturada de estagnação, em comparação com o Ocidente" e presumia que a China existia em um "mundo histórico qualitativamente diferente da sociedade ocidental". Ou seja, há uma discussão entre aqueles que veem uma "história mundial unilinear e monista" e aqueles que concebem uma "história mundial de duas ou várias trilhas". Tanigawa analisou as aplicações dessas teorias nos escritos japoneses sobre a história chinesa e, em seguida, testou-as analisando o período das Seis Dinastias (220-589 d.C.), que os historiadores marxistas consideravam feudal. Sua conclusão foi que a China não teve feudalismo no sentido que os marxistas usam, que os governos militares chineses não levaram a uma aristocracia militar de estilo europeu. O período estabeleceu padrões sociais e políticos que moldaram a história da China daquele momento em diante.
Houve um relaxamento gradual da interpretação marxista após a morte de Mao Tsé-Tung em 1976, que foi acelerado após o protesto na praça Tian'anmen e outras revoluções em 1989, o que prejudicou a legitimidade ideológica do marxismo aos olhos dos acadêmicos chineses.

### Modernização
Essa visão da história chinesa vê a sociedade chinesa como uma sociedade tradicional que precisa se tornar moderna, geralmente com a suposição implícita de que a sociedade ocidental é o modelo. Essa visão era comum entre os historiadores europeus e americanos durante o século XIX e início do século XX, mas agora é criticada por ser um ponto de vista eurocêntrico, uma vez que essa visão permite uma justificativa implícita para romper a sociedade de seu passado estático e trazê-la para o mundo moderno sob a direção europeia.
Em meados do século XX, ficou cada vez mais claro para os historiadores que a noção de "China imutável" era insustentável. Um novo conceito, popularizado por John Fairbank, foi a noção de "mudança dentro da tradição", que argumentava que a China de fato mudou no período pré-moderno, mas que essa mudança existia dentro de certas tradições culturais. Essa noção também foi alvo da crítica de que dizer que "a China não mudou fundamentalmente" é tautológico, pois exige que se procurem coisas que não mudaram e depois se defina arbitrariamente essas coisas como fundamentais.
No entanto, ainda são comuns os estudos que consideram a interação da China com a Europa como a força motriz por trás de sua história recente. Esses estudos podem considerar a Primeira Guerra do Ópio como o ponto de partida para o período moderno da China. Os exemplos incluem as obras de H.B. Morse, que escreveu crônicas sobre as relações internacionais da China, como Trade and Relations of the Chinese Empire. A convenção chinesa é usar a palavra jindai ("moderno") para se referir a um período de modernidade que começa com as Guerras do Ópio e continua até o período do Quatro de Maio.
Na década de 1950, vários alunos de Fairbank argumentaram que o confucionismo era incompatível com a modernidade. Joseph Levenson, Mary C. Wright e Albert Feuerwerker argumentaram, de fato, que os valores tradicionais chineses eram uma barreira para a modernidade e teriam que ser abandonados para que a China pudesse progredir. Wright concluiu: "O fracasso da Restauração T'ung-chih (Tongzhi) demonstrou com rara clareza que, mesmo nas circunstâncias mais favoráveis, não há como enxertar um estado moderno eficaz em uma sociedade confucionista. No entanto, nas décadas que se seguiram, as ideias políticas que foram testadas e, apesar de toda a sua grandeza, foram consideradas insuficientes, nunca tiveram um enterro decente".
Em uma visão diferente da modernização, o historiador japonês Naito Torajiro argumentou que a China atingiu a modernidade durante seu período imperial médio, séculos antes da Europa. Ele acreditava que a reforma do serviço público em um sistema meritocrático e o desaparecimento da antiga nobreza chinesa da burocracia constituíam uma sociedade moderna. O problema associado a essa abordagem é o significado subjetivo de modernidade. A nobreza chinesa estava em declínio desde a dinastia Qin e, embora os exames fossem em grande parte meritocráticos, o desempenho exigia tempo e recursos, o que significava que os examinandos ainda eram, em geral, da nobreza. Além disso, o conhecimento dos clássicos confucionistas não garantia burocratas competentes quando se tratava de gerenciar obras públicas ou preparar um orçamento. A hostilidade confucionista ao comércio colocava os comerciantes na parte inferior das quatro ocupações, um arcaísmo mantido pela devoção aos textos clássicos. A meta social continuava sendo investir em terras e entrar para a nobreza, ideias mais parecidas com as dos fisiocratas do que com as de Adam Smith.

### Despotismo hidráulico
Com ideias derivadas de Marx e Max Weber, Karl August Wittfogel argumentou que a burocracia surgiu para gerenciar os sistemas de irrigação. O despotismo era necessário para forçar o povo a construir canais, diques e vias fluviais para aumentar a agricultura. Yu, o Grande, um dos lendários fundadores da China, é conhecido por seu controle das enchentes do rio Amarelo. O império hidráulico produz riqueza a partir de sua estabilidade; embora as dinastias possam mudar, a estrutura permanece intacta até ser destruída pelas potências modernas. Na Europa, a abundância de chuvas significava menos dependência da irrigação. No Oriente, as condições naturais eram tais que a maior parte da terra não poderia ser cultivada sem obras de irrigação em grande escala. Como somente uma administração centralizada poderia organizar a construção e a manutenção de sistemas de irrigação em larga escala, a necessidade de tais sistemas tornou o despotismo burocrático inevitável nas terras orientais.
Quando Wittfogel publicou o livro Oriental Despotism: A Comparative Study of Total Power, os críticos apontaram que a gestão da água recebeu o status elevado que a China concedeu aos funcionários preocupados com impostos, rituais ou combate a bandidos. A teoria também tem uma forte tendência orientalista, considerando todos os estados asiáticos como sendo, em geral, iguais, ao mesmo tempo em que encontra razões para que as políticas europeias não se encaixem no padrão.
Embora as teorias de Wittfogel não fossem populares entre os historiadores marxistas na China, o economista Chi Ch'ao-ting as utilizou em seu influente livro de 1936, Key Economic Areas in Chinese History, as Revealed in the Development of Public Works for Water-Control. O livro identificou as principais áreas de produção de grãos que, quando controladas por um poder político forte, permitiam que esse poder dominasse o restante do país e impusesse períodos de estabilidade.

### Convergência
A teoria da convergência, incluindo a teoria da involução de Hu Shih e Ray Huang, sustenta que os últimos 150 anos foram um período em que a civilização chinesa e a ocidental estiveram em processo de convergência em uma civilização mundial. Essa visão é fortemente influenciada pela teoria da modernização, mas, no caso da China, também é fortemente influenciada por fontes indígenas, como a noção de Shijie Datong ou "Grande Unidade". Ela tende a ser menos popular entre os historiadores mais recentes, já que os historiadores ocidentais pós-modernos desconsideram as narrativas abrangentes, e os historiadores chineses nacionalistas têm a mesma opinião sobre as narrativas que não levam em conta algumas características especiais ou exclusivas da cultura chinesa.

### Anti-imperialismo
As narrativas coloniais e anti-imperialistas estão intimamente relacionadas. Essas narrativas geralmente se fundem ou fazem parte das críticas marxistas da China ou da antiga União Soviética, ou são críticas pós-modernas, como o Orientalismo de Edward Said, que critica os estudos tradicionais por tentarem encaixar as histórias da Ásia Ocidental, Meridional e Oriental em categorias europeias inadequadas para elas. Com relação à China em particular, T. F. Tsiang e John Fairbank usaram arquivos recém-abertos na década de 1930 para escrever a história moderna do ponto de vista chinês. Fairbank e Teng Ssu-yu editaram então o influente volume China's Response to the West (1953). Essa abordagem foi atacada por atribuir a mudança na China a forças externas. Na década de 1980, Paul Cohen, aluno de Fairbank, fez um apelo por uma "história da China mais centrada na China".

### Republicana
As escolas de pensamento sobre a Revolução de 1911 evoluíram desde os primeiros anos da República. A visão marxista via os eventos de 1911 como uma revolução burguesa. Na década de 1920, o Partido Nacionalista publicou uma teoria de três estágios políticos com base nos escritos de Sun Yatsen:
- Unificação militar - 1923 a 1928 (Expedição do Norte)
- Tutela política - 1928 a 1947
- Democracia constitucional - de 1947 em diante

A crítica mais óbvia é a natureza quase idêntica da "tutela política" e de uma "democracia constitucional" que consiste apenas no governo de partido único até a década de 1990. Contra isso, Chen Shui-bian propôs sua própria teoria de quatro estágios.

### Pós-modernismo
As interpretações pós-modernas da história chinesa tendem a rejeitar a história narrativa e, em vez disso, concentram-se em um pequeno subconjunto da história chinesa, particularmente na vida cotidiana das pessoas comuns em determinados locais ou cenários.

### Economia política de longo prazo
Afastando-se do ciclo dinástico, mas mantendo o foco na dinâmica do poder, a seguinte periodização geral, baseada nos grupos mais poderosos e nas formas como o poder é usado, foi proposta para a história chinesa::45
- O estado de assentamento aristocrático (até c. 550 a.C.)
- Centralização do poder com revolução militar (c. 550 a.C. - c. 25 d.C.)
- Famílias proprietárias de terras competindo pelo poder central e integrando o Sul (c. 25 - c. 755)
- Oficiais acadêmicos de exame imperial e comercialização (c. 755 - c. 1550)
- Interesses comerciais com convergência global (desde c. 1550)

## Tendências recentes
Desde o início do governo comunista, em 1949, até a década de 1980, os estudos históricos chineses concentraram-se, em grande parte, na teoria marxista da luta de classes oficialmente sancionada. A partir da época de Deng Xiaoping (1978-1992), houve um desvio para uma perspectiva nacionalista chinesa de inspiração marxista, e a consideração do status internacional contemporâneo da China tornou-se de suma importância nos estudos históricos. O foco atual tende a ser as especificidades da civilização na China antiga e o paradigma geral de como a China respondeu aos desafios duplos das interações com o mundo exterior e da modernização na era pós-1700. Há muito tempo abandonado como foco de pesquisa entre a maioria dos acadêmicos ocidentais devido à influência do pós-modernismo, esse continua sendo o principal interesse da maioria dos historiadores da China.
O final do século XX e o início do século XXI foram palco de inúmeros estudos sobre a história chinesa que desafiam os paradigmas tradicionais. O campo está evoluindo rapidamente, com muitos novos estudos, geralmente baseados na percepção de que há muito sobre a história chinesa que é desconhecido ou controverso. Por exemplo, um tópico ativo diz respeito a se o típico camponês chinês em 1900 estava vendo sua vida melhorar. Além da constatação de que há grandes lacunas em nosso conhecimento sobre a história chinesa, há também a constatação de que existem enormes quantidades de material de fonte primária que ainda não foram analisadas. Os estudiosos estão usando evidências documentais anteriormente negligenciadas, como grandes quantidades de arquivos governamentais e familiares e registros econômicos, como listas de impostos do censo, registros de preços e levantamentos de terras. Além disso, artefatos como romances vernaculares, manuais de instruções e livros infantis são analisados em busca de pistas sobre a vida cotidiana.
Os recentes estudos ocidentais sobre a China foram fortemente influenciados pelo pós-modernismo e questionaram as narrativas modernistas sobre o atraso e a falta de desenvolvimento da China. O desejo de desafiar o preconceito de que a China do século XIX era fraca, por exemplo, levou a um interesse acadêmico na expansão Qing para a Ásia Central. Os estudos pós-modernos rejeitam em grande parte as grandes narrativas, preferindo publicar estudos empíricos sobre a socioeconomia e a dinâmica política ou cultural de comunidades menores dentro da China.
A partir de 2023, pelo menos, houve uma onda de textos históricos sobre os principais líderes do período nacionalista.:67 Uma quantidade significativa de novos textos inclui textos escritos para um público geral (em vez de apenas acadêmico).:67 Tem havido um retrato cada vez mais sutil de Chiang Kai-shek, especialmente ao avaliar mais favoravelmente sua liderança durante a Guerra de Resistência contra o Japão e ao destacar sua posição como um dos Quatro Grandes líderes aliados.:67 Fontes de arquivo recentemente divulgadas sobre a era nacionalista, incluindo os diários de Chiang Kai-shek na Hoover Institution da Universidade de Stanford, contribuíram para um aumento nas publicações acadêmicas sobre o período.:68 

### Nacionalismo
Na China, os estudos históricos continuam sendo em grande parte nacionalistas e modernistas ou até mesmo tradicionalistas. Os legados da escola modernista (como Lo Hsiang-lin) e da escola tradicionalista (como Qian Mu (Chien Mu)) permanecem fortes nos círculos chineses. As obras mais modernistas concentram-se nos sistemas imperiais da China e empregam o método científico para analisar épocas das dinastias chinesas a partir de artefatos geográficos, genealógicos e culturais. Por exemplo, usando a datação por carbono-14 e registros geográficos para correlacionar climas com ciclos de calma e calamidade na história chinesa. A escola tradicionalista de estudos recorre a registros imperiais oficiais e obras históricas coloquiais e analisa a ascensão e a queda das dinastias usando a filosofia confucionista, embora modificada por uma perspectiva de administração institucional.
Depois de 1911, escritores, historiadores e acadêmicos na China e no exterior geralmente depreciaram o sistema imperial tardio e seus fracassos. No entanto, no século XXI, um revisionismo altamente favorável surgiu na cultura popular, tanto na mídia quanto nas redes sociais. Ao desenvolver o orgulho pela história chinesa, os nacionalistas retrataram a China imperial como benevolente, forte e mais avançada do que o Ocidente. Eles culpam as guerras feias e as controvérsias diplomáticas pela exploração imperialista das nações ocidentais e do Japão. Embora oficialmente ainda sejam comunistas e maoístas, na prática, os governantes da China usaram esse acordo popular para proclamar que suas políticas atuais estão restaurando a glória histórica da China. O Secretário Geral Xi Jinping "buscou nada menos do que a paridade entre Pequim e Washington - e prometeu restaurar a China à sua glória histórica". Florian Schneider argumenta que o nacionalismo na China no início do século XXI é, em grande parte, um produto da revolução digital e que uma grande fração da população participa como leitores e comentaristas que transmitem ideias a seus amigos pela Internet.